# Fenty Beauty
Fenty Beauty (reso graficamente come FEИTY BEAUTY) è una azienda di cosmetici fondata nel 2017 dalla cantante e imprenditrice barbadiana Rihanna.

## Storia

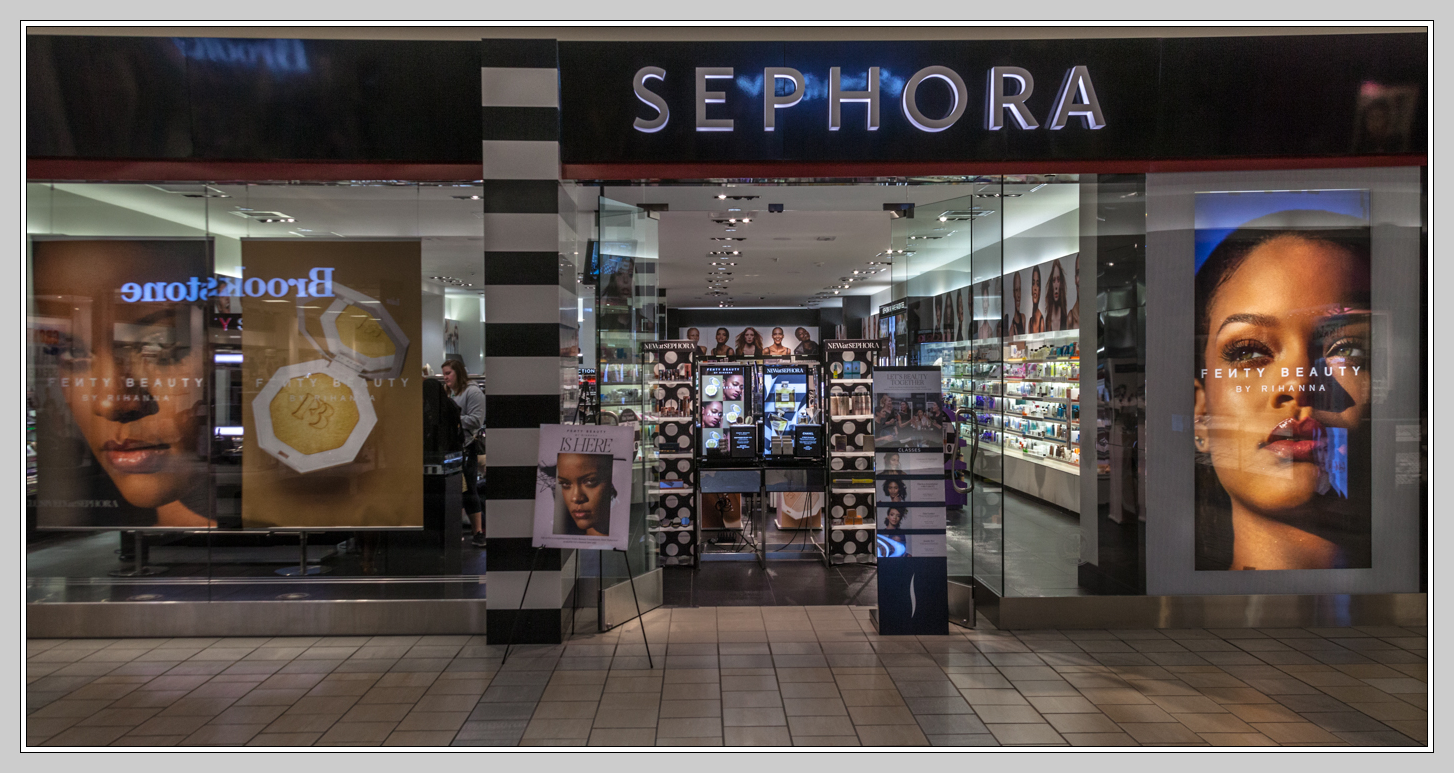
Fenty Beauty da Sephora

Il marchio è stato lanciato dalla cantante l'8 settembre 2017, in parallelo con la settimana della moda di New York, durante la quale Rihanna ha anche sfilato per la sua collaborazione con il marchio Puma. Il The New York Times ha affermato che «la promozione è stata così ampia che si potrebbe essere perdonati se si pensasse che in realtà si sia trattato della Rihanna New York Fashion Week». Fenty Beauty ha iniziato la sua vendita a livello mondiale tramite il sito web correlato oppure nella catena di profumerie francese Sephora dall'8 settembre.
Gli introiti del marchio al 2018 sono stimati per 570 milioni di dollari statunitensi. Negli Stati Uniti, la linea è stata lanciata nei negozi fisici e online di Sephora oltre che sul sito web ufficiale. Nel Regno Unito, Fenty Beauty era inizialmente un'esclusiva dei centri commerciali Harvey Nichols, fino a quando non fu annunciato nel maggio 2019 che la linea sarebbe stata disponibile anche nei negozi di alta moda Boots UK. Fenty Beauty ad oggi è disponibile per l'acquisto in oltre 15 paesi.

## Riconoscimenti
Fenty Beauty è stata inserita nell'elenco delle 25 migliori invenzioni del 2017 dalla rivista Time, insieme alla navicella spaziale InSight della NASA, all'iPhone X di Apple, alle Pro Hijab di Nike, e alla Tesla Model 3.
Fenty Beauty ha anche vinto il premio WWD Beauty Inc. nel 2017 per il lancio dell'anno nel settore del prestigio.